# Samuel Morley (1er baron Hollenden)
Samuel Hope Morley, 1er baron Hollenden (3 juillet 1845 - 18 février 1929), est un homme d'affaires britannique.

## Jeunesse
Il est le fils de Samuel Morley (1809-1886) et Rebekah Maria Hope, fille de Samuel Hope de Liverpool. L'homme politique libéral Arnold Morley est son frère cadet.
Il est associé dans le cabinet I. et R. Morley et est sous-gouverneur de la Banque d'Angleterre de 1901 à 1903 et gouverneur de 1903 à 1905. Le 9 février 1912, il est élevé à la pairie en tant que baron Hollenden, de Leigh dans le comté de Kent.
Lord Hollenden épouse Laura Marianne Birch, fille du révérend G. Royds Birch, en 1884. Il meurt en février 1929, à l'âge de 83 ans, et est remplacé à la baronnie par son fils Geoffrey. Lady Hollenden est décédée en 1945.